# San Giorgio Albanese
San Giorgio Albanese (Mbuzati in arbëreshë) è un comune italiano di 1 297 abitanti della provincia di Cosenza in Calabria.
Si trova sul versante settentrionale della Sila Greca, situato su un'altura, tra due valloni di fiumara. Tra i paesi italo-albanesi (Arbëreshë) d'Italia, fondato verso il 1470 da profughi albanesi, appartiene all'Eparchia di Lungro, e conserva la lingua arbëreshe, il rito bizantino e i costumi tradizionali. Gli italo-albanesi lo conoscono anche come Mbuzat [(paese) di Buza, che in albanese si pronuncia "Mbusat"], denominazione originata dal cognome Buza (pronuncia Busa), declinato al genitivo, di un capofamiglia che presumibilmente era a capo dei primi esuli albanesi giunti sul luogo.

## Storia

### Epoca medievale
La prima notizia di un villaggio chiamato San Giorgio (ovvero Sancto Jorio) - nel territorio della contea di Corigliano - risale all'epoca dei Normanni: la si ricava da un documento del 1104, riportato dall'abate Vincenzio d'Avino nel suo volume Cenni storici sulle chiese arcivescovili, vescovili e prelatizie del Regno delle Due Sicilie (Napoli, Ranucci, 1848). Ecco cosa scrive il d'Avino, citando un antico diploma (carta ruggeriana) proveniente dall'archivio del Patirion: "Il conte Ruggiero donava nel settembre dell'anno 1104, al monastero di Santa Maria Odegitria [Αγία Μαρία Οδηγήτρια in greco, anche se è conosciuta con il nome di "Santa Maria del Patìr", o semplicemente "Patire" (dal greco Patèr = padre)] il casale di Santo Petro in Corigliano... e tre casali...detti Cefalino, Santo Jorio e Lacona (o Lacconi), con loro pertinenze, uomini, lavoratori e non lavoratori, montagne, pascoli, vigneti, giardini, mulini dei fiumi di Corigliano e di Cefalino, diritti e giurisdizioni".
Il termine "casale" indicava un villaggio agricolo non fortificato che sorgeva nel territorio di un centro abitato più importante (in questo caso Corigliano). Al momento della donazione, i casali citati erano attivi e coltivati già da tempo. Lo stesso abate d'Avino richiama anche un regesto del 1198, risalente a papa Innocenzo III (1160-1216), nel quale vengono elencati i beni del Patirion fra cui figurano i casali di Crepacore, San Giorgio, Cefalino e Lacconi. Sulla base della storia calabrese ed europea, è plausibile che a partire dall'epoca normanna si ebbe un continuo sviluppo agricolo e demografico per i territori della importante abbazia del Patirion, nonché della contea di Corigliano. Tale progresso ebbe un arresto traumatico a causa della peste del 1348, alla quale seguirono carestie, altre epidemie e - per quanto riguarda la Calabria - continue guerre dinastiche e intestine. Il risultato fu una drastica diminuzione della popolazione e l'abbandono di decine e decine di centri abitati, i cui territori ormai incolti divennero pascoli bradi e riserve di caccia. Fu questo il destino di casali come San Giorgio, almeno fino alla seconda metà del XV secolo, quando dall'altra parte dell'Adriatico giunsero consistenti gruppi di famiglie albanesi in fuga dall'invasione ottomana.
Con l'assenso dell'archimandrita del Patirion e con il benestare del principe di Bisignano e conte di Corigliano, Geronimo Sanseverino, gli albanesi ripopolarono il casale di San Giorgio verso il 1469-'70, usando per i primi decenni, come luogo per le loro funzioni religiose di rito greco, una preesistente chiesetta rurale dedicata a San Giorgio, protettore del paese. Gli albanesi disboscarono (con il fuoco), dissodarono e resero produttivi quei territori ormai incolti da oltre 150 anni e per questo ebbero, nei primissimi anni, alcune esenzioni fiscali; ma in seguito dovettero far fronte a tutte le imposte sia a favore dei feudatari (ecclesiastici o laici) sia verso l'amministrazione centrale regia. Infatti per i terreni loro concessi dal monastero del Patirion dovevano versare annualmente una "decima" del prodotto; per i terreni del conte di Corigliano pagavano dei "terraggi" o censi (affitti) e all'amministrazione regia dovevano versare cinque carlini [ossia mezzo ducato] all'anno per ogni nucleo familiare. Era, quest'ultima, l'imposta generale del Regno detta "testatico" o "focatico", che gli albanesi pagavano al 50%. Il regime economico-giuridico-sociale di quella piccola comunità era regolato dal diritto feudale, in base al quale il monastero del Patirion possedeva una parte dei terreni circostanti il paese e la giurisdizione delle cause civili; mentre il principe di Bisignano, che era anche conte di Corigliano, possedeva il resto dei territori e la giurisdizione della cause criminali. Ciò significava, in pratica, che il vero potere politico sugli abitanti di San Giorgio non era nelle mani dei monaci del Patirion ma in quelle dei potentissimi Sanseverino . A favore di questi ultimi, però, va detto che non erano solo degli arroganti e avidi padroni, ma si dimostrarono fra i più lungimiranti baroni del Regno di Napoli, tanto è vero che le comunità albanesi insediate nel loro Stato feudale calabrese (e furono la maggioranza) si sono rivelate in seguito quelle che meglio hanno conservato lingua e tradizioni. Questo perché i Sanseverino, pur sfruttando i loro vassalli albanesi come tutti i signori feudali, li protessero sempre dai pericoli e dalle ingerenze esterne.

### San Giorgio Albanese nel Cinquecento
Il Percettore Provinciale Regio di Cosenza nel 1543 previde un censimento specifico per i casali albanesi della Calabria Citra, dato che nei villaggi arbereshe i controlli fiscali erano molto più frequenti che negli altri centri abitati del Regno di Napoli. Infatti i casali degli albanesi venivano considerati molto instabili e "volatili", vista anche la loro conformazione in capanne e non con case in muratura. Perciò nella primavera del 1543 i numeratori regi giunsero in paese e rilevarono 64 fuochi (ossia nuclei familiari) per un totale di 238 abitanti. Nonostante la limitata attendibilità di questi rilevamenti fiscali - spesso molti degli abitanti fuggivano e si nascondevano per evitare il censimento - le cifre sono indicative di certi ordini di grandezza: all'epoca, quindi, gli abitanti di San Giorgio non dovevano comunque superare le poche centinaia di unità. I cognomi delle famiglie, registrati in quella occasione furono: Bardi, Bellizza, Buscia, Camideca, Campiscia, Cerriconi, Chinigò, Corchilan, Cucchia, Drames, Masci, Masi, Pangrati, Posito, Scandera, Scura, Stamati. Interessante notare che proprio dal cognome Buscia (ovvero Buza) deriverebbe il nome albanese di San Giorgio: "mbuzat" o "mbuzati", genitivo adoperato per indicare il "(paese) dei Buza" (la "z" in albanese si pronuncia "s" dolce) che all'origine doveva essere il clan familiare dominante della comunità. E non deve meravigliare la variazione Buza-Buscia, che corrisponde esattamente alla variazione Mazi-Masci, dovute entrambe a problemi di pronuncia e di trascrizione da parte dei funzionari regi, i quali scrivevano in volgare calabro-italiano e non sapevano nulla della pronuncia albanese.
Il dominio dei Sanseverino - lungimirante e per certi aspetti protettivo, come si è visto - terminò con la morte del principe Nicolò Bernardino nel 1606. In seguito, per ripianare i molti debiti dei Sanseverino, la contea di Corigliano e i suoi casali (compreso San Giorgio) vennero venduti per 315.000 ducati a un ricchissimo mercante genovese, Agostino Saluzzo, la cui famiglia avrà in feudo quei territori fino all'eversione della feudalità, avvenuta nel 1806 sotto il dominio napoleonico, anche se da più anni tutto il potere sul Casale era passato in mano alla famiglia Masci di Santa Sofia d'Epiro, che sul finire del XVIII secolo ne aveva acquistato l'enfiteusi perpetua. Nell'occasione della vendita la Corona spagnola concesse al Saluzzo il titolo di Duca di Corigliano. Da quel momento la giurisdizione civile sui "vassalli" di San Giorgio appartiene, come nel passato, all'abate Commendatario del monastero di Santa Maria del Patire (Patirion) mentre la giurisdizione criminale passa ai Saluzzo, neoduchi di Corigliano.

## Monumenti e luoghi d'interesse
Il borgo si sviluppa intorno al palazzo del Municipio con un panorama che da una parte abbraccia le cime della catena montuosa del Pollino, dall'altra il mar Ionio (dall'albanese jonë) con le colline di terra rossa coltivate a vigneti e uliveti. Il centro storico conserva una caratteristica architettura delle vie con le case costruite intorno ad un piazzale, cosiddetto sheshi. Alcune abitazioni mostrano gli elementi propri dell'architettura albanese, con le cornici imponenti dei portoni dei palazzi nobiliari e le tipiche finestre circolari del sottotetto. Sono poi evidenti le tracce di una cultura contadina che un tempo si esprimeva in forti relazioni familiari: nei fondi dove una volta si tenevano gli animali si notano ancora oggi i tipici fori di apertura usati quando si portavano al pascolo.

### Architetture religiose

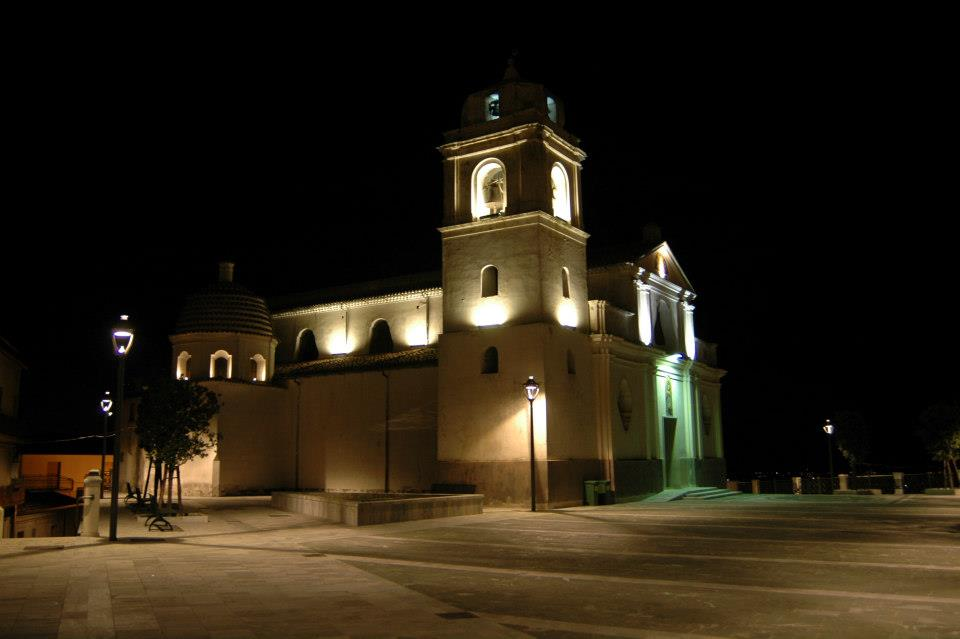
Notturna della Chiesa di San Giorgio Megalomartire

La chiesa parrocchiale dedicata a san Giorgio Megalomartire, costruita nel 1712, è in stile barocco. La chiesa, divisa in tre navate addossate ai lati da due cappelle in stile orientale, ha un'imponente torre campanaria a pianta quadrata cuspidata sormontata da una cuspide in stile bizantino, a cerchi concentrici di tegole.
Sorta in stile romano, secondo gli obblighi imposti dai vescovi latini da cui dipendeva, con la creazione dell'Eparchia di Lungro, grazie a diverse opere di restauro promosse dai papàs, la chiesa madre di San Giorgio Albanese è stata adattata alle esigenze della propria tradizione bizantina. Negli ultimi decenni l'opera di restauro si è fatta imponente e attualmente la chiesa è considerata uno dei migliori esempi di integrazione della esigenza liturgica bizantina in una struttura che fu realizzata secondo i canoni della tradizione romana.

### Architetture civili

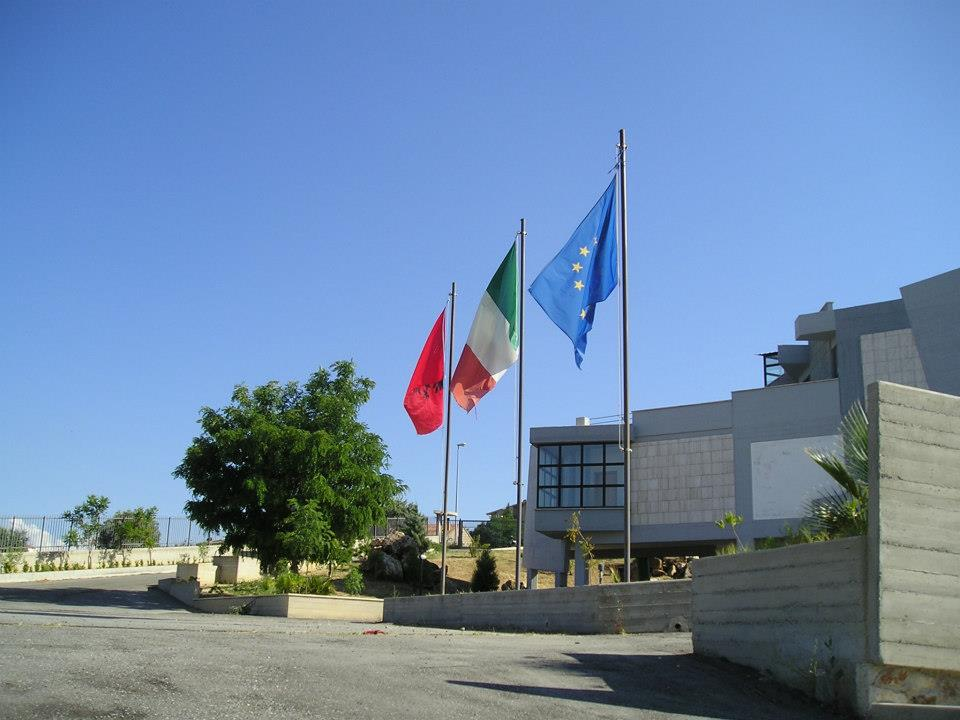
Il "Centro Studi per la Minoranza Albanese d'Italia" a San Giorgio Albanese

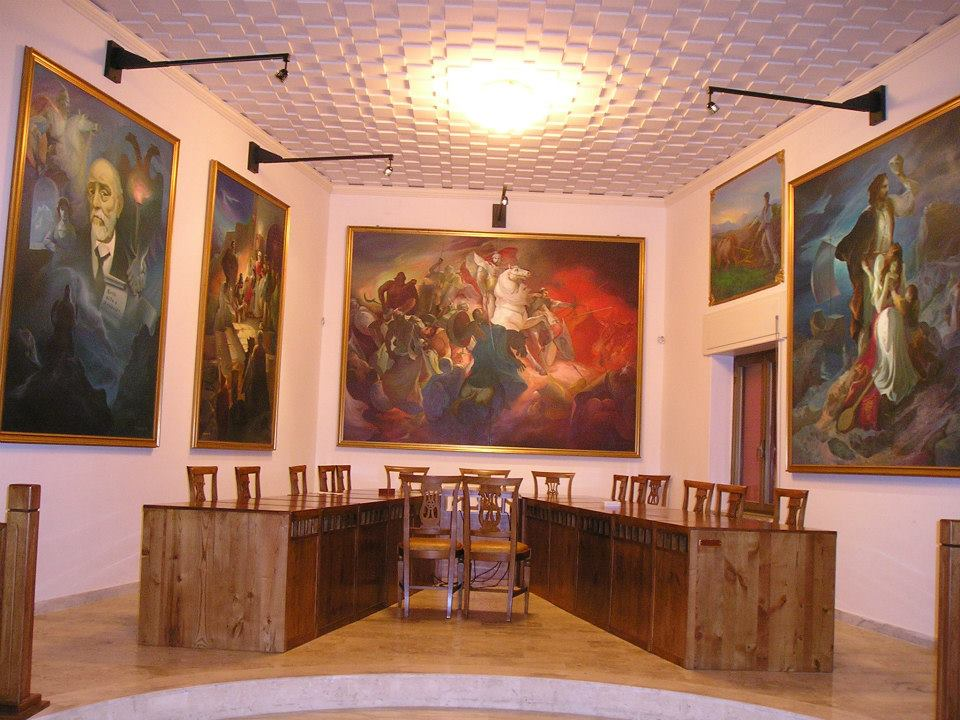
La Pinacoteca Comunale con dipinti raffiguranti la storia degli albanesi

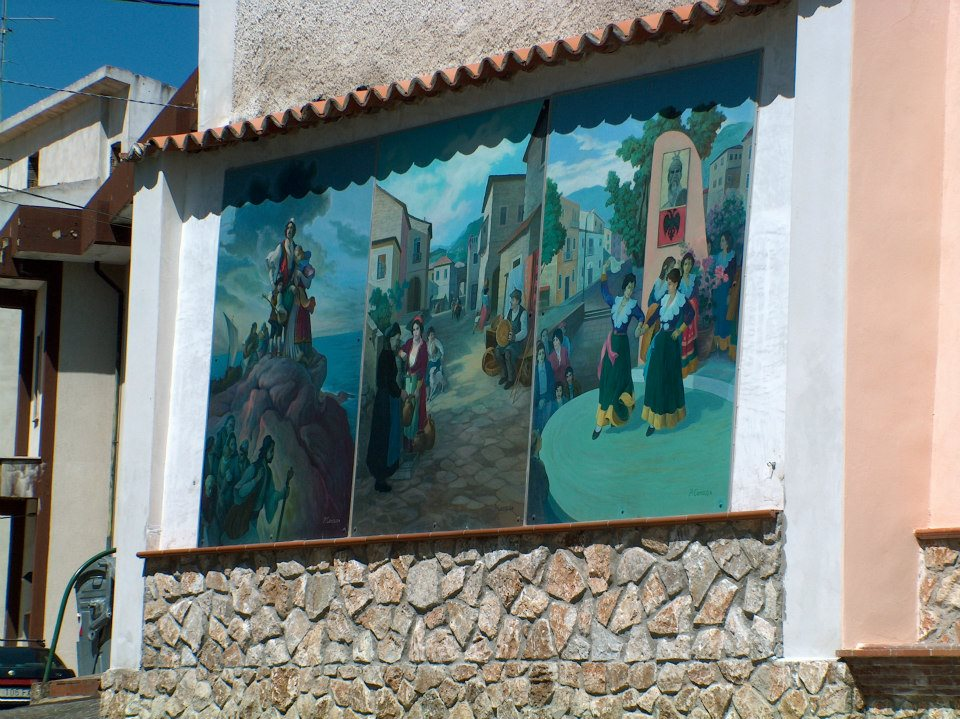
Un murale nel centro storico con scene epiche e di vita quotidiana degli albanesi.

Nella sala consiliare del municipio di San Giorgio Albanese (Bashkia e Mbuzatit) si trovano maestosi dipinti del pittore albanese Petrit Ceno, dedicati alla venuta degli albanesi in Italia.

## Società

### Evoluzione demografica
Abitanti censiti

### Etnie e minoranze straniere
Secondo i dati ISTAT al 31 dicembre 2015 la popolazione straniera residente era di 56 persone. La nazionalità maggiormente rappresentata era quella della Romania, con 31 residenti.

### Tradizioni e folclore
Il 23 aprile si celebra il patrono san Giorgio (Shën Gjergji i Math), con una festa popolare e religiosa. Nel corso della singolare "asta dei galli", si concorre tradizionalmente alla migliore offerta da lasciare al patrono.

## Cultura

### Costume
A San Giorgio Albanese l'uso dei costumi tradizionali albanesi rimane vivo, almeno in particolari festività religiose. Il costume tradizionale di San Giorgio Albanese si distingue da altre comunità arbëreshë per la "pandera", originale cinturino. Molto ricercate e di ampia dimensione i ricami, di solito floreali, del grembiulino. Gonna rossa bordata di verde e corpetto nero compongono, assieme al grembiule, il vestito di ogni giorno, che ha nel merletto un tocco di alta femminilità.
La festa delle nozze (martesia) è altrettanto suggestiva: mentre le amiche della sposa provvedono a sistemare il variopinto abito nuziale, due cori con voci alterne mettono in guardia la sposa dalle insidie che potrà trovare sul suo cammino, pregandola di tollerare una suocera troppo invadente o le gelosie dei parenti (gjirìa). Quando ella è pronta, arriva il futuro marito (dhëndurri). Ci si reca quindi in chiesa dove ha luogo il cerimoniale più suggestivo e sacro: il pàpas, il sacerdote di rito greco-bizantino, offre del vino agli sposi in un bicchiere, che poi viene frantumato a terra; per tre volte pone e ripone sulle loro teste delle corone di fiori (kurorët me lule) incrociandole alternativamente, quindi offre il lembo della stola e, insieme, girano per tre volte intorno all'altare. La cerimonia si chiude in una festa in cui si alternano, anche con i costumi tradizionali, balli e canti albanesi.
Le vie del borgo arbëreshe sono caratterizzate dalla gjitonia (in albanese letteralmente “il vicinato”) è un compilato intreccio di urbanistica e di vita sociale tutta di un'atmosfera conviviale, dove si alternano momenti di socializzazione e di trasmissione di saperi e competenze. I vicini di casa seduti sui gradini delle scale (te sjeti) condividono lunghi momenti di vita sociale dedicati allo scambio di chiacchiere e alla realizzazione di preziosi manufatti dell'artigianato locale. Si conversa su tutto, si raccontano aneddoti, storielle del passato, si apprendono le prime nozioni di uncinetto o chiacchierino, si intrecciano cesti o panieri e magari si preparano le conserve per l'inverno.

## Amministrazione
Il comune di San Giorgio Albanese (Bashkia e Mbuzatit) è gemellato storicamente con altri comuni arbëreshe di Calabria e d'Italia, facendo parte dell'Unione Arbëria. È gemellato inoltre con la città di Crescentino (VC).